# Gary Stewart
Pour les articles homonymes, voir Stewart.
Gary Stewart, né le 28 mai 1944 et mort par suicide le 16 décembre 2003, est un musicien de country et un auteur-compositeur américain, connu pour sa voix de vibrato et son rock sudiste, ainsi que son outlaw country.

## Biographie
Gary R. Stewart est né dans le Comté de Letcher dans la ville Jenkins. En 1959, son père déménage à Fort Pierce une ville de Floride.

## Discographie

### Albums
| Année | Album                                  | US Country | Label             |
| ----- | -------------------------------------- | ---------- | ----------------- |
| 1973  | You're Not the Woman You Used to Be    | —          | MCA               |
| 1975  | Out of Hand (en)                       | 6          | RCA               |
| 1976  | Steppin' Out                           | 15         | RCA               |
| 1977  | Your Place or Mine                     | 17         | RCA               |
| 1978  | Little Junior                          | 35         | RCA               |
| 1979  | Gary                                   | 45         | RCA               |
| 1980  | Cactus and a Rose (en)                 | 49         | RCA               |
| 1982  | Brotherly Love (avec Dean Dillon (en)) | 23         | RCA               |
| 1983  | Those Were the Days (avec Dean Dillon) | 54         | RCA               |
| 1988  | Brand New                              | 63         | Hightone          |
| 1990  | Battleground                           | —          | Hightone          |
| 1993  | I'm a Texan                            | —          | Hightone          |
| 2003  | Live at Billy Bob's                    | —          | Smith Music Group |

### Singles
| Année | Single                                          | Classement | Classement  | Album                               |
| Année | Single                                          | US Country | CAN Country | Album                               |
| ----- | ----------------------------------------------- | ---------- | ----------- | ----------------------------------- |
| 1973  | Ramblin' Man (en)                               | 63         | —           | Single only                         |
| 1974  | Drinkin' Thing                                  | 10         | —           | Out of Hand                         |
| 1974  | Out of Hand                                     | 4          | 10          | Out of Hand                         |
| 1975  | She's Actin' Single (I'm Drinkin' Doubles) (en) | 1          | 4           | Out of Hand                         |
| 1975  | You're Not the Woman You Used to Be             | 15         | 22          | You're Not the Woman You Used to Be |
| 1975  | Flat Natural Born Good-Timin' Man               | 20         | 17          | Steppin' Out                        |
| 1976  | Oh, Sweet Temptation                            | 23         | 17          | Steppin' Out                        |
| 1976  | In Some Room Above the Street                   | 15         | 14          | Steppin' Out                        |
| 1976  | Your Place or Mine                              | 11         | 7           | Your Place or Mine                  |
| 1977  | Ten Years of This                               | 16         | 25          | Your Place or Mine                  |
| 1977  | Quits                                           | 26         | —           | Steppin' Out                        |
| 1978  | Whiskey Trip                                    | 16         | 5           | Little Junior                       |
| 1978  | Single Again                                    | 36         | 45          | Little Junior                       |
| 1978  | Stone Wall (Around Your Heart)                  | 41         | —           | Little Junior                       |
| 1979  | Shady Streets                                   | 66         | 44          | Gary                                |
| 1979  | Mazelle                                         | 75         | —           | Gary                                |
| 1980  | Cactus and a Rose                               | 48         | —           | Cactus and the Rose                 |
| 1980  | Are We Dreamin' the Same Dream/Roarin'          | 66         | —           | Cactus and the Rose                 |
| 1981  | Let's Forget That We're Married                 | 72         | —           | Gary's Greatest                     |
| 1981  | She's Got a Drinking Problem                    | 36         | —           | Gary's Greatest                     |
| 1982  | Brotherly Love (avec Dean Dillon (en))          | 41         | —           | Brotherly Love                      |
| 1982  | She Sings Amazing Grace                         | 83         | —           | Brotherly Love                      |
| 1983  | Those Were the Days (avec Dean Dillon)          | 47         | —           | Those Were the Days                 |
| 1983  | Smokin' in the Rockies (avecDean Dillon)        | 71         | —           | Those Were the Days                 |
| 1984  | Hey, Bottle of Whiskey                          | 75         | —           | Singles only                        |
| 1984  | I Got a Bad Attitude                            | 64         | —           | Singles only                        |
| 1988  | Brand New Whiskey                               | 63         | —           | Brand New                           |
| 1989  | An Empty Glass (That's the Way the Day Ends)    | 64         | —           | Brand New                           |
| 1989  | Rainin', Rainin', Rainin'                       | 77         | —           | Brand New                           |

## Sources et liens externes

### Sources
- (en) Vladimir Bogdanov, All Music Guide to Country : The Definitive Guide to Country Music, San Francisco, Backbeat Books, 2003, 2e éd., 963 p. (ISBN 978-0-87930-760-8, LCCN 2003062827), p. 721–722
- (en) Robert Christgau, Rock Albums of the '70s : A Critical Guide, New York, Da Capo Press, 1990, 480 p., relié (ISBN 978-0-306-80409-0, LCCN 90039074), p. 373
- (en) Andrew Dansby, « Country Singer Stewart Dead: Seventies star fused southern rock and honky-tonk », Rolling Stone,‎ 19 décembre 2003 (lire en ligne, consulté le 19 février 2008)
- (en) David DeVoss, « A Honky-Tonk Man », Time, New York,‎ 27 septembre 1976 (lire en ligne, consulté le 10 février 2008)
- Chet Flippo, « Honky-Tonk Singer Gary Stewart Dies: Out of Hand country rocker apparently committed suicide », CMT.com,‎ 17 décembre 2003 (lire en ligne, consulté le 10 février 2008)
- (en) Bill C. Malone, Don't Get Above Your Raisin' : Country Music and the Southern Working Class, Urbana, University of Illinois Press, 2006, 392 p., poche (ISBN 978-0-252-07366-3), p. 363
- (en) Jimmy McDonough, « Little Junior, King of the Honky-Tonks: The Life and Death of Gary Stewart » [Electronic Journal], Perfect Sound Forever, 2004 (consulté le 10 février 2008)
- (en) Jim Miller, « Gary Stewart: Out of Hand », Rolling Stone, no 190,‎ 3 juillet 1975 (lire en ligne, consulté le 10 février 2008)
- Charles Passy, « The Ballad of Gary & Mary Lou: Gary Stewart was a Hard-Partying Country Star, the King of Honky-Tonk, but it was his Devoted Lou Who Kept His Life Together, and When She Died, He Just Couldn't Go On », Palm Beach Post,‎ 14 mars 2004 (lire en ligne, consulté le 10 février 2008)
- (de) Irwin Stambler, Country Music : The Encyclopedia, New York, St. Martin's Press, 1997, 1re éd., 708 p., relié (ISBN 978-0-312-15121-8), p. 464–465
- (en) Kurt Wolff, Country Music : The Rough Guide, Londres, Rough Guides, 2000, 596 p. (ISBN 978-1-85828-534-4, lire en ligne), p. 376–377
- (en) « Gary Stewart: Biography », CMT.com (consulté le 10 février 2008)
- (en) « Gary Stewart », Lone Star Music (consulté le 13 février 2008)
- (en) « Gary Stewart », Rolling Stone, Ann Arbor, MI (consulté le 19 février 2008)
- (en) « Gary Stewart », Allmusic, Ann Arbor, MI (consulté le 19 février 2008)